# مینیه
مینیه (به فرانسوی: Migné) یک کمون در فرانسه است که در اندر واقع شده‌است. مینیه ۵۶٫۳۲ کیلومتر مربع مساحت و ۲۷۵ نفر جمعیت دارد و ۱۰۸ متر بالاتر از سطح دریا واقع شده‌است.